# Popcorn

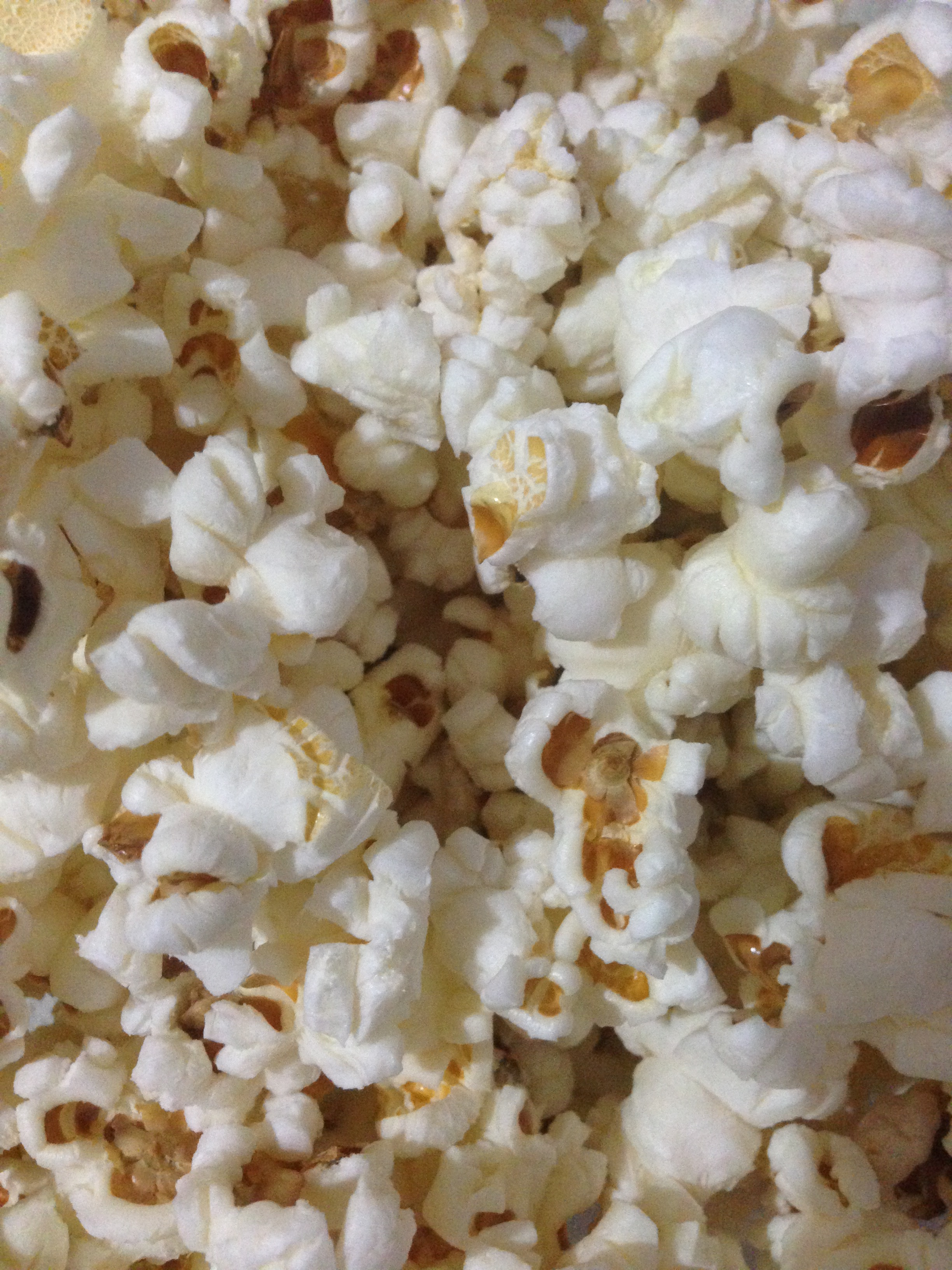
Popcorn

Il popcorn o pop-corn (dall'abbreviazione inglese di popped corn, pop = scoppiare, e corn = granturco, mais; in italiano anche: mais scoppiato) è un alimento ottenuto tramite riscaldamento di chicchi di mais.
Il popcorn viene generalmente cosparso di sale oppure zucchero, ma esistono numerose varianti, per esempio al caramello, al miele, al cioccolato e al burro fuso. Viene consumato sia caldo che freddo. Viene quasi sempre servito nei cinema.

## Storia

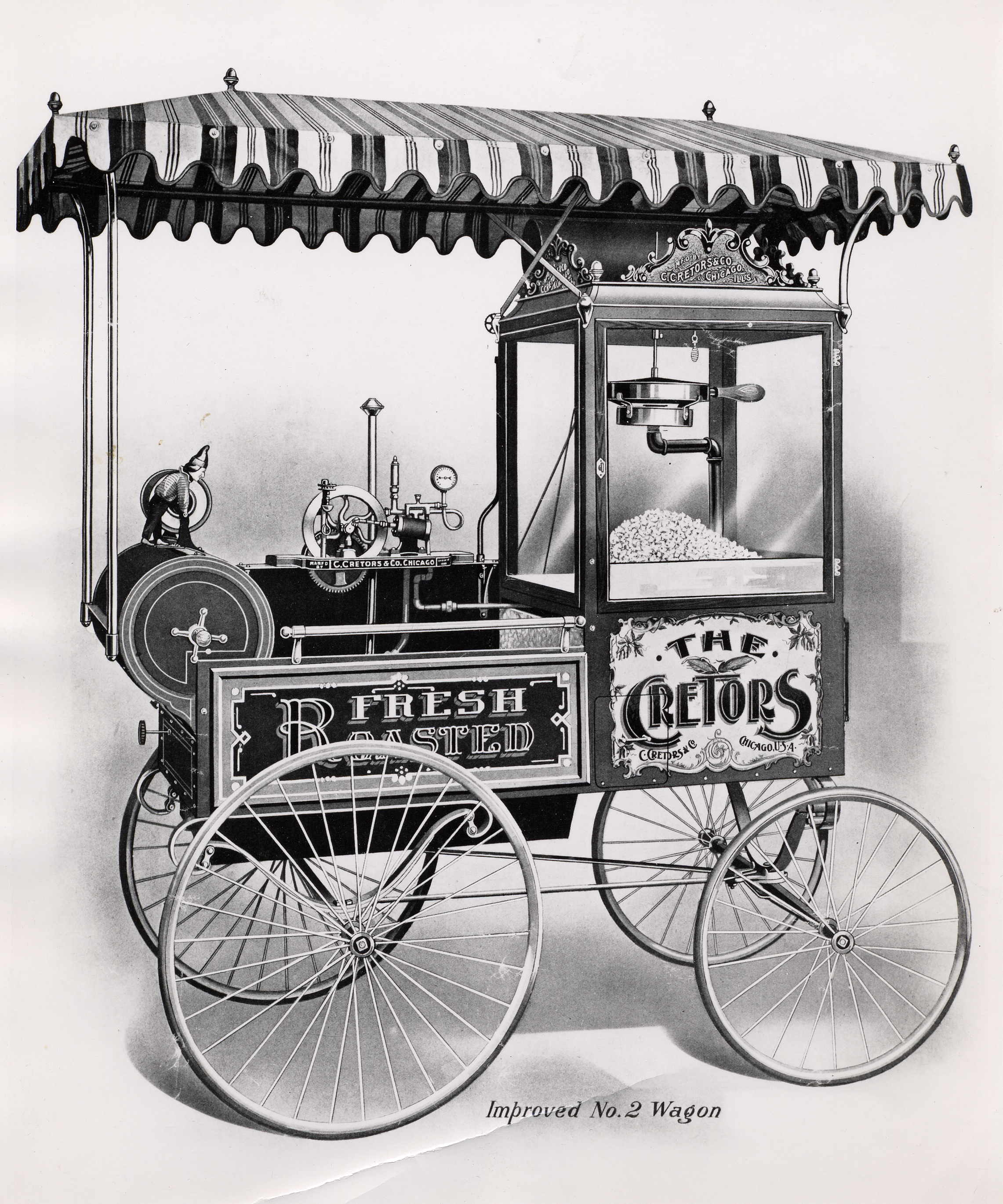
Macchina del popcorn ambulante, inventata negli anni 1880 da Charles Cretors, Chicago.

Il mais è stato addomesticato in tempi molto remoti, ovvero circa 10.000 anni fa in quello che ora corrisponde al Messico. Gli archeologi hanno scoperto che l'uomo conosce i popcorn da migliaia di anni. Prove fossili provenienti dal Perù suggeriscono che il mais è stato coltivato già nel 4.700 a.C.
Nel 19º secolo, lo scoppio dei chicchi è stato ottenuto a mano sui piani cottura. Essi sono stati venduti principalmente sulla Costa orientale degli Stati Uniti.

## Preparazione

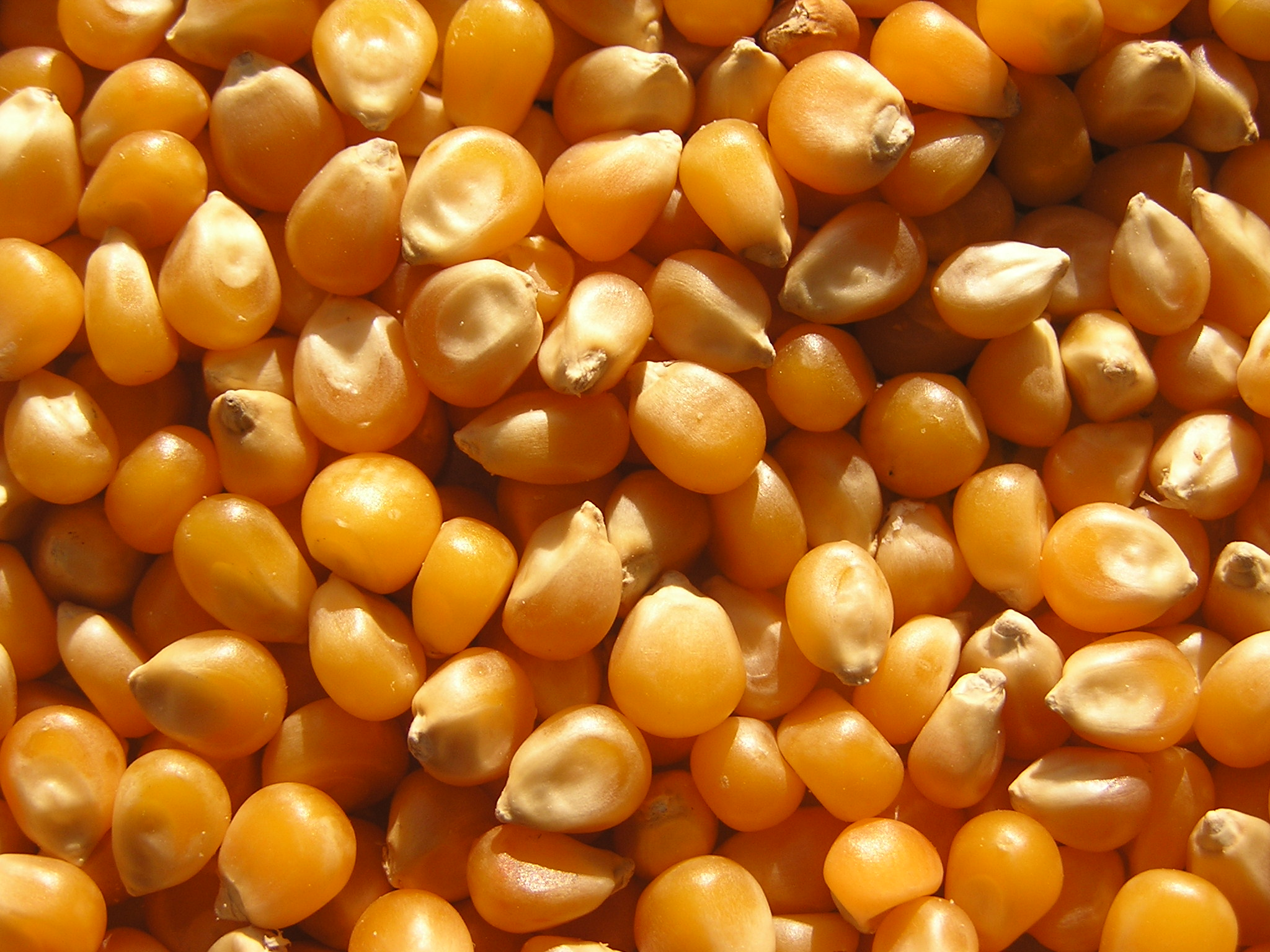
Chicchi di mais da popcorn

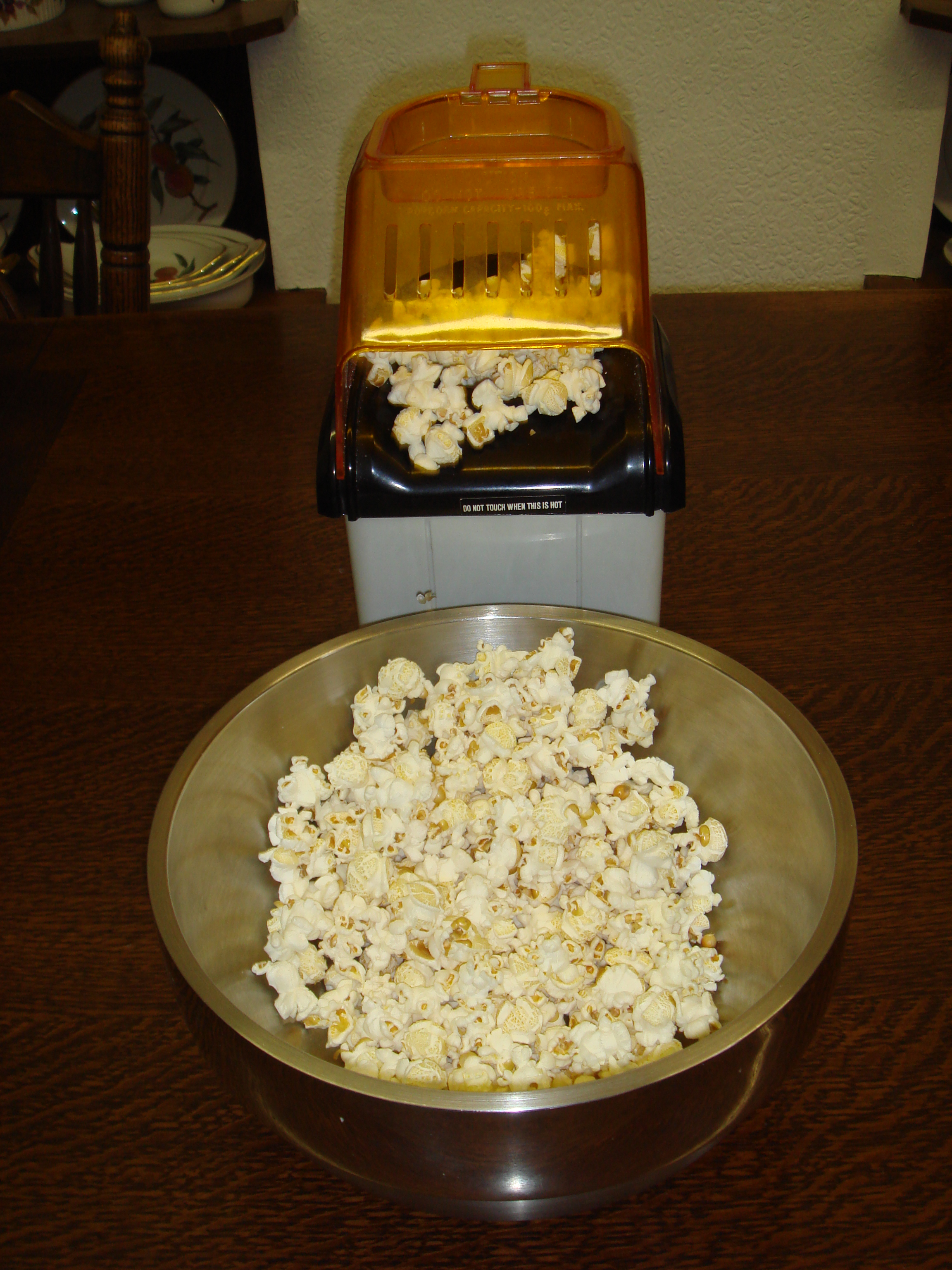
Macchina per i popcorn

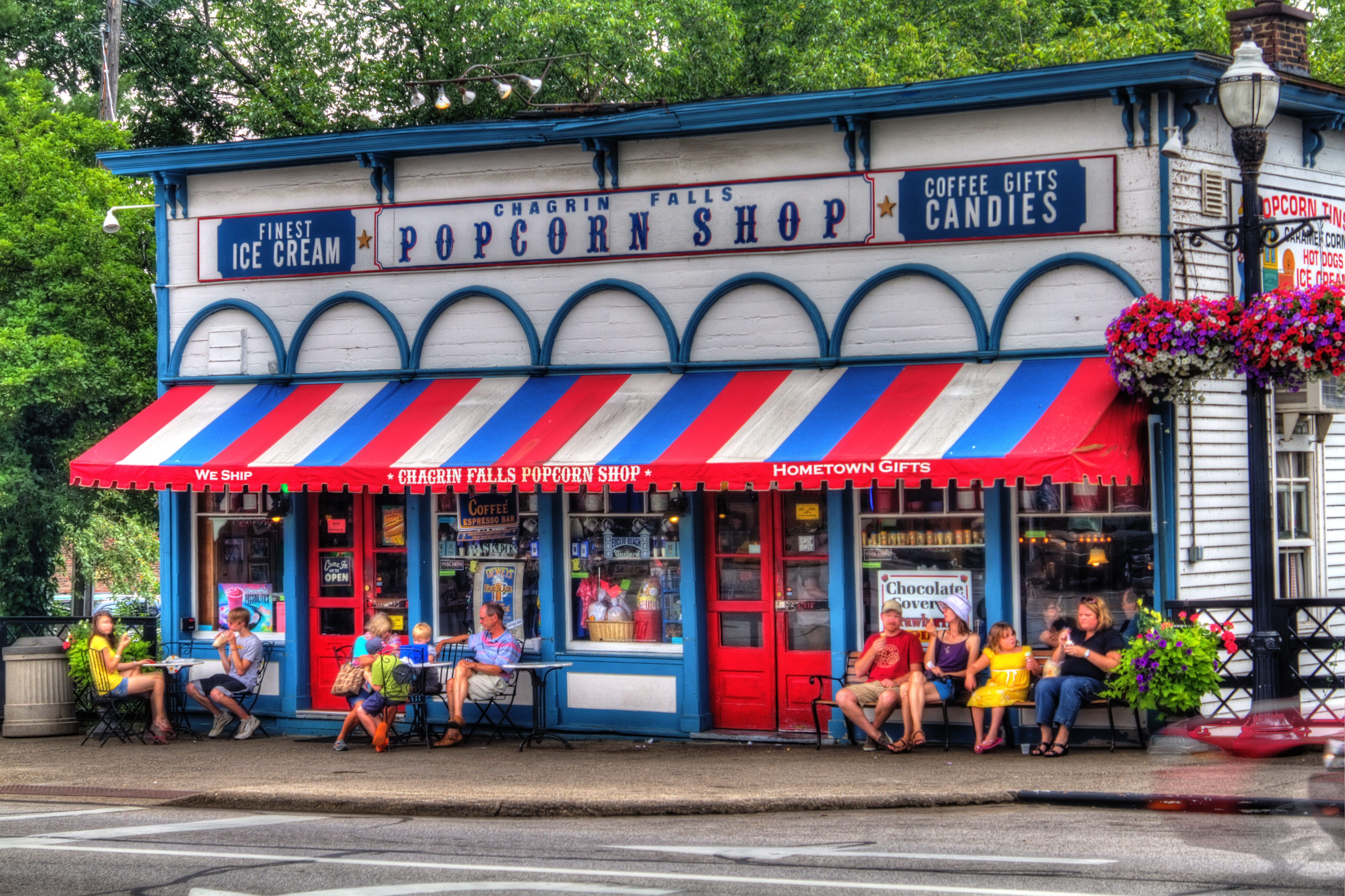
Negozio di popcorn a Chagrin Falls, Ohio.

Per la preparazione casalinga dei popcorn - senza l'aiuto di macchine specifiche - è possibile utilizzare una padella con fondo spesso e coperchio, unta leggermente d'olio con un tampone di carta da cucina. La si pone su fuoco vivo con una quantità di chicchi che non coprano completamente il fondo. Quando, dopo un minuto circa, i primi chicchi cominciano a scoppiare, la si scuote in modo da far rotolare i chicchi sul fondo per evitare bruciature. Terminata la cottura, togliere il coperchio per lasciare evaporare l'umidità residua e salare. In alternativa all'olio vengono spesso utilizzati per la cottura la margarina vegetale o il burro.
In alternativa, esistono macchine per preparare i popcorn che utilizzano l'aria calda anziché l'olio, oppure è possibile utilizzare allo scopo il forno a microonde, con i pop-corn da cucinare contenuti in un sacchetto.

## Motivo dello scoppio
Come tutti i chicchi dei cereali ogni seme di mais contiene una certa quantità di umidità rinchiusa nel suo endosperma amidaceo. A differenza dei chicchi degli altri cereali, l'involucro esterno o pericarpo del seme di mais è spesso impregnato di umidità.
Nel momento in cui il seme viene riscaldato e l'acqua ivi contenuta portata ad ebollizione, si genera un'alta pressione interna. Nel seme degli altri cereali (e in quelli danneggiati del mais), il vapore si disperde velocemente, ma in quelli saldamente sigillati, il vapore viene trattenuto dal pericarpo, mentre la pressione inizia a crescere fino a creare un'improvvisa e piccola esplosione, la cui forza è tale da rivoltare l'interno del seme. Questo è molto importante in quanto l'umidità distribuita regolarmente per tutto l'endosperma amidaceo a seguito dell'esplosione rivolta l'endosperma verso l'esterno in una leggera schiuma bianca che dà al popcorn il suo classico aspetto.
I chicchi di mais non scoppiati durante la cottura possono dipendere da:
1. insufficiente umidità per creare sufficiente vapore per generare l'esplosione.
2. secondo le ricerche di Bruce Hamaker della Purdue University[8], una falla, presente nel pericarpo, in grado di far fuoriuscire l'umidità. In questo modo non si raggiungerà mai la pressione sufficiente a generare l'esplosione.
3. distribuzione del calore non uniforme, per cui il chicco non è stato riscaldato a sufficienza, oppure al contrario l'esposizione è tanto violenta per cui il pericarpo si carbonizza su un lato, facendo uscire l'umidità. La presenza di un grasso (olio o burro) è necessaria per la distribuzione uniforme del calore e per evitare la carbonizzazione del pericarpo[senza fonte].

## La giornata dei popcorn
Anche i popcorn hanno una loro giornata celebrativa: il 19 gennaio si festeggia infatti l'International Popcorn Day.